# Anna-Marija Chimitsch
Anna-Marija Chimitsch (ukrainisch Анна-Марія Химич; * 6. Januar 2006) ist eine ukrainische Mittelstreckenläuferin, die sich auf die 800-Meter-Distanz spezialisiert hat.

## Sportliche Laufbahn
Erste internationale Erfahrungen sammelte Anna-Marija Chimitsch beim Europäischen Olympischen Jugendfestival (EYOF) in Banská Bystrica mit 59,07 s in der ersten Runde im 400-Meter-Lauf ausschied. Im Jahr darauf gelangte sie bei den U18-Balkan-Meisterschaften in Sivas mit 59,11 s auf den siebten Platz im B-Lauf über 400 Meter und belegte mit der ukrainischen 4-mal-100-Meter-Staffel in 48,07 s den fünften Platz. 2024 wurde sie bei den U20-Balkan-Hallenmeisterschaften in Belgrad in 58,25 s Dritte im C-Lauf über 400 Meter und im Jahr darauf belegte sie bei den U20-Balkan-Hallenmeisterschaften in Sofia in 2:15,20 min den siebten Platz im 800-Meter-Lauf und gelangte mit der 4-mal-400-Meter-Staffel in 3:49,84 min auf den fünften Platz.
2024 wurde Chimitsch ukrainische Meisterin in der 4-mal-400-Meter-Staffel.

## Persönliche Bestzeiten
- 400 Meter: 56,30 s, 28. Juni 2024 in Lwiw
  - 400 Meter (Halle): 57,80 s,
- 800 Meter: 2:13,92 min, 23. Juni 2024 in Luzk
  - 800 Meter (Halle): 2:14,88 min, 19. Januar 2025 in Kiew